# Voralpen Autobahn
Die Voralpen Autobahn war eine geplante, aber nie verwirklichte Autobahn im ober- und niederösterreichischen Alpenvorland.

## Streckenführung
Die Autobahn sollte im Raum Sattledt in Oberösterreich von der West Autobahn abzweigen und über Kremsmünster, Bad Hall, Sierning und Steyr nach Stadt Haag oder Amstetten in Niederösterreich führen, wo sie wieder in die West Autobahn eingemündet wäre. Die Enns und damit die Landesgrenze sollte nordöstlich von Dietachdorf bei Steyr überquert werden. Anschlussstellen waren unter anderem bei Rohr im Kremstal (Anschlussstelle Kremstal), Sierning und Unterwolfern vorgesehen. Bei Dietachdorf war im Knoten Steyr eine Verknüpfung mit der ebenfalls geplanten S 37 Steyrer Schnellstraße (dieser entspricht heute die kreuzungsfrei ausgebaute Steyrer Straße) von Steyr nach Enns geplant.
Die rund 50 km lange Autobahn wäre in etwa parallel zur B122 Voralpen Straße verlaufen.

## Geschichte
Der Plan einer „Voralpen-Autobahn“ wurde 1971 vom Verkehrsplaner Josef Dorfwirth im Rahmen einer Verkehrsuntersuchung für den oberösterreichischen Zentralraum entwickelt. Im Oktober desselben Jahres ersuchten die oberösterreichische und niederösterreichische Landesregierung das Bundesministerium für Bauten und Technik, eine Studie über eine überregionale Straßenverbindung zwischen Sattledt und Amstetten in Auftrag zu geben. Diese wurde 1975 präsentiert, die Übernahme der Autobahn in das Bundesstraßengesetz, Voraussetzung für eine Finanzierung durch den Bund, stand jedoch aus und wurde nie verwirklicht. 1979 wurde ein durch das Land Oberösterreich zu finanzierendes „Generelles Projekt“ ausgearbeitet, aber vermutlich entweder wegen der geschätzten Kosten von rund drei Milliarden Schilling oder aus politischen Gründen wegen Widerständen aus den betroffenen Gemeinden zugunsten anderer Projekte in den 1980er Jahren ad acta gelegt.
Als Gründe für den Bau der Autobahn wurden unter anderem die Verkürzung der Strecke Salzburg–Wien (um etwa 25 km gegenüber der A1 über Linz), die Entlastung der Westautobahn zwischen Sattledt und Amstetten, insbesondere im Raum Linz, sowie die bessere Anbindung von Steyr und Umland genannt. Außerdem erhoffte man sich positive Effekte für den Fremdenverkehr im Alpenvorland.
Die für die Voralpen Autobahn vorgesehene Bezeichnung A 26 wird heute für die in Bau befindliche Linzer Autobahn verwendet.